# Alejandro González (Boxer)
Alejandro González (* 11. August 1973 in Guadalajara, Jalisco, Mexiko) ist ein ehemaliger mexikanischer Boxer im Federgewicht. Er wurde von Pedor Pietro gemanagt und von Javier Capetillo trainiert.
Sein Sohn Alejandro González junior war ebenfalls Profiboxer. Er wurde im Dezember 2016 ermordet aufgefunden.

## Profi
Seine ersten beiden Kämpfe gewann er jeweils über 4 Runden einstimmig nach Punkten. In seinem dritten Kampf musste er bereits seine erste Niederlage hinnehmen. Am 7. Januar 1995 wurde er WBC-Weltmeister, als er den bis dahin noch ungeschlagenen Rechtsausleger (41-0-0) Kevin Kelley durch Aufgabe in Runde 10 bezwang. Er verlor den Gürtel im September 1995 an Manuel Medina.